# Puccinellia vahliana
Puccinellia vahliana là một loài thực vật có hoa trong họ Hòa thảo. Loài này được (Liebm.) Scribn. & Merr. miêu tả khoa học đầu tiên năm 1910.